# Ognian Nikolov
Ognian Nikolov (Sofía, Bulgaria, 13 de junio de 1949) es un deportista búlgaro retirado especialista en lucha libre olímpica donde llegó a ser subcampeón olímpico en Múnich 1972.

## Carrera deportiva
En los Juegos Olímpicos de 1972 celebrados en Múnich ganó la medalla de plata en lucha libre olímpica de pesos de hasta 48 kg, tras el luchador soviético Roman Dmitriyev (oro) y por delante del iraní Ebrahim Javadi (bronce).